# قباث بن أشيم
قباث بن أشيم الليثي الكناني صحابي مخضرم، كان أسنّ من النبي محمد ﷺ. شهد قباث غزوة بدر في صفوف جيش قريش، أسلم متأخرًا، وشهد غزوة حنين مع النبي محمد. كما شارك في معركة اليرموك، وكان أحد أمراء فرقة أبي عبيدة يومئذ. واستقر بعدها في الشام حتى وفاته. ولقباث بن أشيم رواية أحاديث عن النبي محمد ﷺ.

## روايته للحديث
- روى عن: النبي محمد ﷺ.[4]
- روى عنه: خالد بن دريك، وسليمان بن أبي سليمان الحمصي، وعامر وقيل عبد الرحمن بن زياد الليثي الحمصي، وأبو الحويرث عبد الرحمن بن معاوية المدني، وقيس بن مخرمة القرشي، وأبو سعيد المقبري.[4]